# Cirrhilabrus adornatus
Cirrhilabrus adornatus Randall & Kunzmann, 1998 è un pesce d'acqua salata appartenente alla famiglia Labridae.

## Distribuzione e habitat
Proviene dalle barriere coralline dell'Indonesia, nell'est dell'oceano Indiano. Nuota in aree solitamente con fondo sabbioso, tra i 10 e i 30 m di profondità.

## Descrizione
Presenta un corpo allungato, compresso lateralmente, con la testa dal profilo appuntito e gli occhi grandi. La dimensione massima registrata per questa specie è di 6,3 cm.
Le femmine sono rosse-rosate con una macchia sul peduncolo caudale, il ventre più chiaro e le pinne trasparenti, i maschi sono rosa con macchie rosse su pinna dorsale, parte del dorso e della testa. Attorno alla bocca è presente un'area gialla, mentre la pinna anale e le pinne pelviche sono bordate da una sottile linea azzurra.

## Comportamento
Spesso trovato dove presente C. flavidorsalis, specie i cui esemplari femminili somigliano molto a C. adornatus.

## Conservazione
Questa specie viene talvolta ricercata come pesce d'acquario; comunque questa minaccia non sembra incidere molto sulla popolazione e l'areale; quindi questa specie viene classificata come "a rischio minimo" (LC) dalla lista rossa IUCN.